# Gierasim Wdowienko
Gierasim Andriejewicz Wdowienko, ros. Герасим Андреевич Вдовенко (ur. w 1867 r. w stanicy Gosudarstwiennaja w Rosji, zm. w 1945 r. w Belgradzie lub w ZSRR) – rosyjski wojskowy (generał lejtnant), ataman Kozaków terskich, współpracował z Niemcami podczas II wojny światowej.
Brał udział w I wojnie światowej. Od lutego 1917 r. w stopniu generała majora dowodził 3 Wołgskim pułkiem kawalerii Kozaków terskich. W styczniu 1918 r. został wybrany atamanem wojskowym Terskiego Wojska Kozackiego. W czerwcu tego roku był jednym z przywódców antybolszewickiego powstania Kozaków terskich. 13 marca 1919 r. awansował do stopnia generała lejtnanta. Opowiadał się za ścisłą współpracą wojsk Kozaków terskich z Armią Ochotniczą gen. Antona I. Denikina. 22 czerwca 1920 r. wraz z innymi atamanami kozackimi podpisał umowę z głównodowodzącym wojskami białych gen. Piotrem N. Wranglem dotyczącą dwustronnych stosunków. Uczestniczył w walkach z wojskami bolszewickimi do ewakuacji resztek armii białych z Krymu w listopadzie 1920 r. 
Mieszkał w Jugosławii. Na emigracji był wyrazicielem kozackiego separatyzmu. Współpracował z Ruchem Wolnokozackim. Po ataku wojsk niemieckich na ZSRR 22 czerwca 1941 r. podjął współpracę z Niemcami. Współuczestniczył w formowaniu kozackich oddziałów wojskowych na służbie niemieckiej. Pod koniec 1944 r. wstąpił do Sił Zbrojnych Komitetu Wyzwolenia Narodów Rosji. Według części źródeł został zabity w Belgradzie przez komunistycznych partyzantów Josipa Broz Tity. Inne źródła podają, że został aresztowany przez funkcjonariuszy Smiersza i przewieziony do ZSRR, gdzie wkrótce zmarł w łagrze (inne źródła – w więzieniu butyrskim).